# Viorel Moldovan
Viorel Dinu Moldovan (Beszterce, 1972. július 8. –) román válogatott labdarúgó, csatár.

## Pályafutása

### Klubcsapatokban
Pályafutása során nagyon sok csapatban megfordult, ezek sorrendben a következők voltak: Gloria Bistrița (1990–93), Dinamo București (1993–95), Neuchâtel Xamax (1995–96), Grasshoppers (1996–98), Coventry City (1998), Fenerbahçe (1998–2000), Nantes (2000–04), Servette (2004–05), FC Politehnica Timișoara (2005), Rapid București (2006–2007).
Pályafutása legsikeresebb időszakát Svájcban a Neuchâtel Xamax és a Grasshoppers játékosaként töltötte 1996 és 1998 között. Ezalatt két alkalommal 1996-ban és 1997-ben is gólkirályi címet szerzett a svájci első osztályban. A jó formáját tovább folytatva a Fenerbahçe színeiben 1998 és 2000 között 53 mérkőzésen 33 gólt szerzett. 2000-ben a francia Nantes gárdájához igazolt, ahol nem kis érdemei voltak abban, hogy a Nantes 2001-ben megnyerte a francia bajnokságot.

### A válogatottban
A román válogatottban 1993. és 2005. között összesen 70 alkalommal szerepelt és 25 gólt szerzett.
Részt vett az 1996-os és a 2000-es Európa-bajnokságon illetve az 1994-es és az 1998-as világbajnokságon. Utóbbin az Anglia és a Tunézia elleni csoportmérkőzéseken egyaránt betalált.

### Edzőként
Edzőként a 2008–09-es idényben a Vaslui, a 2009–10-es bajnoki szezonban a Brașov és egy kis időre 2010-ben a Sportul Studențesc csapatait irányította.

## Sikerei, díjai
Grasshoppers
- Svájci bajnok (1): 1997–98

Nantes
- Francia bajnok (1): 2000–01
- Francia szuperkupagyőztes (1): 2001

Rapid București
- Román kupagyőztes (1): 2006–07
- Román szuperkupagyőztes (1): 2006

Egyéni
- A svájci labdarúgó-bajnokság gólkirálya: 1996 (19 gól), 1997 (27 gól)

## Külső hivatkozások
- Viorel Moldovan Archiválva 2013. szeptember 27-i dátummal a Wayback Machine-ben – a FIFA.com honlapján
- Viorel Moldovan – a National-football-teams.com honlapján